# Laye
Laye är en kommun i departementet Hautes-Alpes i regionen Provence-Alpes-Côte d'Azur i sydöstra Frankrike. Kommunen ligger  i kantonen Saint-Bonnet-en-Champsaur som ligger i arrondissementet Gap. År 2022 hade Laye 242 invånare.

## Befolkningsutveckling
Antalet invånare i kommunen Laye
Referens:INSEE